# Rhacochelifer longeunguiculatus
Espèce
Rhacochelifer longeunguiculatus est une espèce de pseudoscorpions de la famille des Cheliferidae.

## Distribution
Cette espèce se rencontre en Israël, en Arabie saoudite, aux Émirats arabes unis et à Oman.

## Publication originale
- Beier, 1963 : Die Pseudoscorpioniden-Fauna Israels und einiger Angrenzender Gebiete. Israel Journal of Entomology, vol. 12, p. 183-212.